# Paul Bonneau
Pour les articles homonymes, voir Bonneau.
Paul Bonneau est un chef d’orchestre et un compositeur français né le 14 septembre 1918 à Moret-sur-Loing (Seine-et-Marne) et mort le 8 juillet 1995 à Conflans-Sainte-Honorine (Yvelines).

## Biographie
Né à Moret-sur-Loing en 1918, Paul Bonneau fait ses études musicales au Conservatoire de musique et de déclamation à Paris dans la même classe que Henri Dutilleux, Raymond Gallois-Montbrun et Jacqueline Robin. Il y obtient les premiers prix d'harmonie en 1937 dans la classe de Jean Gallon, de fugue en 1942 dans la classe de Noël Gallon et de composition en 1945 dans la classe d’Henri Büsser.
En 1939, il est sous-chef de musique de l'Armée. En 1945, il est reçu ex æquo chef de musique à la Garde républicaine. Il devient ensuite chef d'orchestre de musique symphonique légère à la radio nationale, fonction qu'il occupera pendant une trentaine d'années. Sa première émission à la radio date du 27 novembre 1944. Pendant les 30 années qui ont suivi, Paul Bonneau a dirigé 638 séances d'enregistrement de musique symphonique légère, ce qui correspond à plus de 1 500 concerts diffusés sur les antennes de la radiodiffusion nationale.
En 1960, avec l'accord de la RTF, il fonde le groupement vocal Les Djinns qui interpréta et enregistra 88 titres.
De 1942 à sa disparition, Paul Bonneau a écrit plus de 500 000 mesures d'orchestre. Il a collaboré,  comme compositeur ou comme co-compositeur, à 51 grands films français, et à de nombreux courts métrages. Il a composé des œuvres sérieuses; citons : Ouverture pour un Drame, Concerto pour saxophone et orchestre, Un Français à New York (en hommage à Un American à Paris de George Gershwin, à qui le morceau est dédié). Il est également le compositeur de suites de musique symphonique légère, de nombreuses pièces pour orchestre ; il a mis en musique 10 Fables de Jean de La Fontaine, et composé de nombreuses mélodies légères et chansons. On lui doit aussi un nombre important d'arrangements pour orchestre et d'accompagnements de chant pour les variétés.
Il enregistre toute une série de disques de musiques descriptives de genre évocatrices intitulés "Impressions et images" sous la marque Chapell, à la tête de l'orchestre symphonique léger de Paris, et destinée à l'illustration sonore pour Radio-France,. Beaucoup de compositions, voire d'arrangements, sont de lui-même ou de Pierre Duclos.
En opérette, il a été l'adaptateur musical et le compositeur des ballets de 11 créations au théâtre du Châtelet. Il a également adapté des airs de Jacques Offenbach pour l'opérette Folies Parisiennes d'Offenbach (1976). En collaboration avec Jack Ledru, il est le compositeur de La Parisienne créée au Grand Théâtre de Tours le 19 février 1982.

## Vie privée
Paul Bonneau s’est marié à Évreux le 22 janvier 1940 avec la pianiste Jacqueline Robin, dont il divorça en 1959. Le couple a eu un fils, Christian Bonneau (lui-même compositeur-arrangeur), dont la marraine était Geneviève Joy.

## Opérettes
- 1976 : Volga
- 1974 : Les Trois Mousquetaires
- 1971 : Gipsy
- 1968 : L'Auberge du Cheval-Blanc
- 1967 : Le Prince de Madrid
- 1959 : Le Secret de Marco-Polo
- 1959 : Rose de Noël
- 1955 : Méditerranée (opérette)
- 1954 : À la Jamaïque
- 1954 : La Toison d'Or
- 1951 : Le Chanteur de Mexico

## Filmographie
- 1961 : Napoléon II, l'aiglon
- 1959 : Visa pour l'enfer
- 1958 : En légitime défense
- 1958 : La Fille de feu
- 1957 : L'Auberge en folie
- 1957 : Adorables Démons
- 1956 : Pitié pour les vamps
- 1953 : Moineaux de Paris
- 1953 : La Loterie du bonheur
- 1951 : Le Plus Joli Péché du monde
- 1966:’’ Les Globes Trotters’’

## Revue
- 1950 : La Revue de l'Empire d'Albert Willemetz, Ded Rysel et André Roussin, musique de Paul Bonneau, Maurice Yvain, Francis Lopez et Henri Bourtayre, mise en scène de Maurice Lehmann et Léon Deutsch, Théâtre de l'Empire.